# 小锡兵
《小錫兵》（英語：Tin Toy）是皮克斯動畫工作室1988年所製作的短片。這是PIXAR第一次嘗試做出人體動作跟模型。這部短片贏得了奧斯卡最佳動畫短片獎、第三屆洛杉磯國際動畫節一等獎以及美國電影協會藍帶獎，是第一部得奧斯卡的動畫短片，也是《反斗奇兵》的創意來源。